# Johannes Franciscus Jansen
Johannes Franciscus Jansen (Drunen, 4 juni 1824 - Tilburg, 9 november 1901) was een Nederlands burgemeester en politicus.
Johannes Franciscus Jansen was een zoon van de winkelier Hendrik Jansen en Johanna Dirkje van den Hessenbergh. Hij trouwde in 1846 te Vlijmen met Johanna Maria de Vaan.
In 1851 was Jansen enkele maanden gemeenteraadslid in Drunen, maar al snel werd hij gemeentesecretaris. In 1860 werd hij in plaats daarvan Burgemeester van Drunen en in 1869 verruilde hij die gemeente voor Tilburg. Daar zou hij tot zijn overlijden in 1901 burgemeester blijven. Bij zijn aantreden als burgemeester werd hij in eerste instantie wantrouwend bejegend, vanwege vermeende liberale sympathie.
Vanaf 1891 was hij daarnaast ook lid van de Provinciale Staten en in 1898 werd hij op zijn 74e in de Tweede Kamer der Staten-Generaal gekozen. Daar was hij direct het oudste Kamerlid, en mocht om die reden de eerste vergadering na opening van het parlementair jaar leiden in de jaren dat hij lid was. Hij sprak slechts zelden in de Kamer, onder meer over landbouw en de Ongevallenwet. In 1901 werd hij herkozen, maar nog voor hij opnieuw beëdigd werd, overleed hij aan een carcinoom.